# Перец, Сергей Степанович
Сергей Степанович Перец (укр. Сергій Степанович Перець) — бригадный генерал Вооружённых сил Украины, участник российско-украинской войны.

## Биография
В 2016-2017 годах был командиром 56-й отдельной мотопехотной бригады.
В 2023 году стал командующим 10-го армейского корпуса.

## Воинские звания
- Полковник
- Бригадный генерал (23.03.2022)[3]

## Награды
- Орден Богдана Хмельницкого II степени (2022) — за личное мужество и самоотверженные действия, проявленные в защите государственного суверенитета и территориальной целостности Украины, верность военной присяге[4]
- Орден Богдана Хмельницкого III степени (2022) — за личное мужество и самоотверженные действия, проявленные в защите государственного суверенитета и территориальной целостности Украины, верность военной присяге[5]
- Медаль «За военную службу Украине» (2008) — за весомый личный вклад в укрепление обороноспособности и безопасности Украины, образцовое выполнение воинского долга, высокий профессионализм и по случаю 17-й годовщины Вооруженных Сил Украины[6]